# John Field-Richards
John Charles Field-Richards (ur. 10 maja 1878 w Penzance, zm. 18 kwietnia 1959 w Christchurch) – brytyjski motorowodniak, dwukrotny mistrz olimpijski.
Jeden raz startował w igrzyskach olimpijskich. W 1908 roku w Londynie zdobył (razem z Thomasem Thornycroftem i Bernardem Redwoodem) dwa złote medale – w klasie poniżej 60 stóp i w klasie 6,5–8 m.